# Maják Rose Island
Maják Rose Island (anglicky Rose Island Light) byl postaven v roce 1870 na Růžovém ostrově v Narragansettském zálivu v Newportu na Rhode Islandu ve Spojených státech amerických a je chráněn, udržován a provozován nadací The Rose Island Lighthouse Foundation.

## Historie
Je jedním ze skupiny majáků v Nové Anglii postavených podle oceňovaného návrhu vermontského architekta Alberta Dowa, Maják Rose Island má ještě sourozence na Sabin Point, Pomham Rocks, Esopus Meadows Light a Colchester Reef. Stojí na vrcholu bašty pevnosti Fort Hamilton, která byla postavena v letech 1798–1800.
Budova funkčního majáku byla opuštěna v roce 1970, kdy byl poblíž postaven most Newport Bridge. V roce 1984 byla založena nadace The Rose Island Lighthouse Foundation, která měla za úkol zchátralý maják obnovit jménem města Newport, které jej bezplatně získalo od vlády Spojených států amerických. V roce 1987 zapsala federální vláda maják do Národního registru historických památek. Od roku 1970 do roku 1993 byl maják odstaven. Po restaurování je opět funkční a v roce 2013 dostal novou Fresnelovu čočku 6. řádu (akrylovou repliku).
Maják je turistickým cílem, ke kterému se lze dostat pouze lodí. V prvním patře je muzeum a ve druhém jsou čtyři pokoje pro hosty. Za poplatek nadaci mohou návštěvníci strávit noc jako host nebo týden jako strážce majáku, který vykonává řadu prací potřebných k udržení majáku v dobrém stavu. Na ostrov je možný přístup pouze trajektem a maják je pro návštěvníky otevřen od konce května do začátku září. Kvůli hnízdní sezóně ptáků je přístup na ostrov omezen od 1. dubna do 15. srpna.

## Popis
Maják je osmiboká dřevěná věž o průměru 10,5 m a 11 m vysokou s lucernou a ochozem, která je osazena na empírovém dvoupatrovém domku strážce majáku. Věž je natřena bílou barvou a lucerna je černá. Výška světla 15 m n. m. K majáku náleží cihlový domek pro uskladnění petroleje (olejový sklad) a cihlová budova nautofonu. Obě budovy byly postaveny v roce 1912. Po rekonstrukci maják získal státní ocenění za projekt památkové péče.

### Data
Charakteristika: Fl W, 6s (každých 6 sekund bílý záblesk)
- ARLHS: USA-703
- Admirality: J0543
- USCG: 1-17857

## Galerie

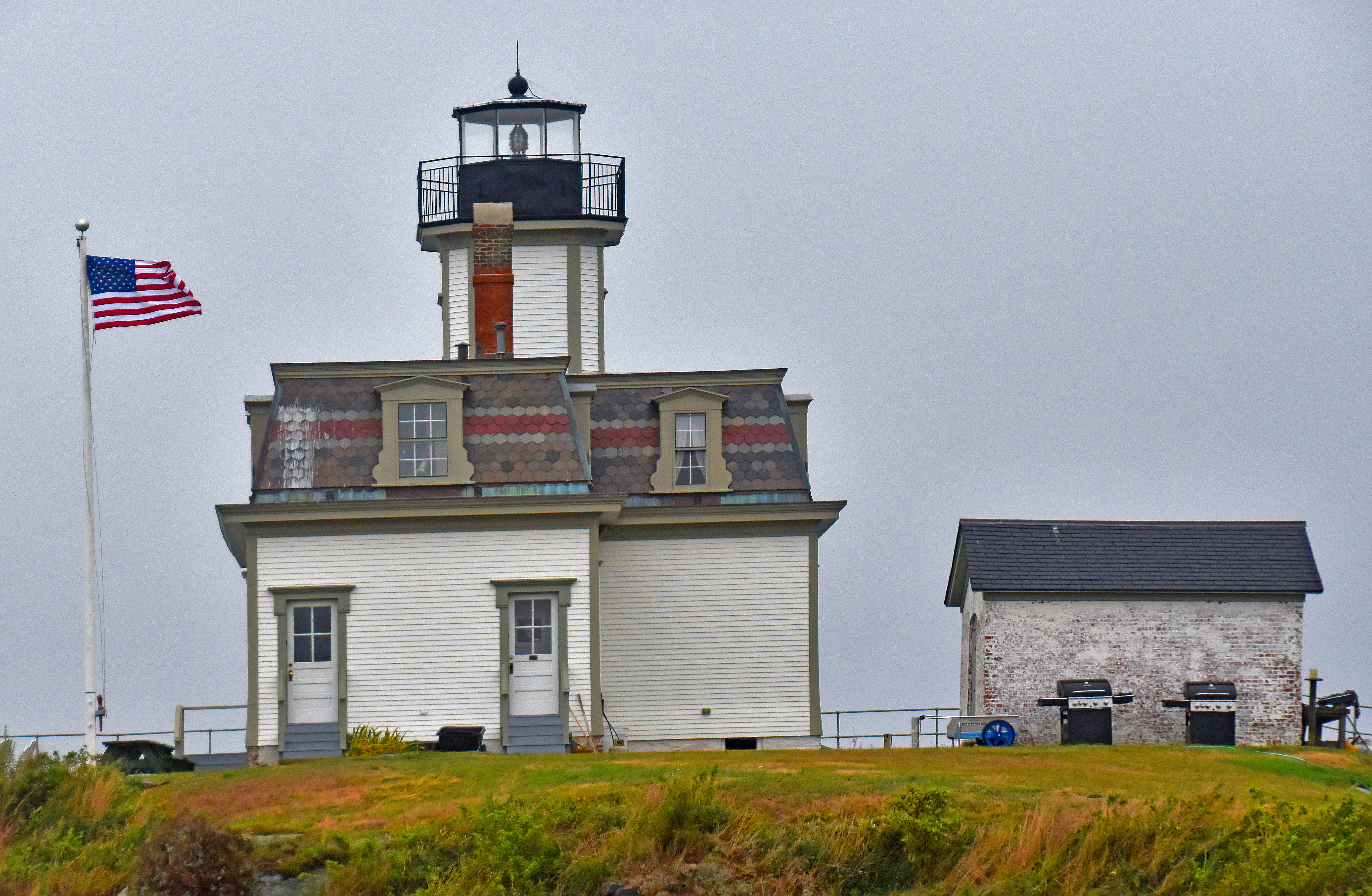
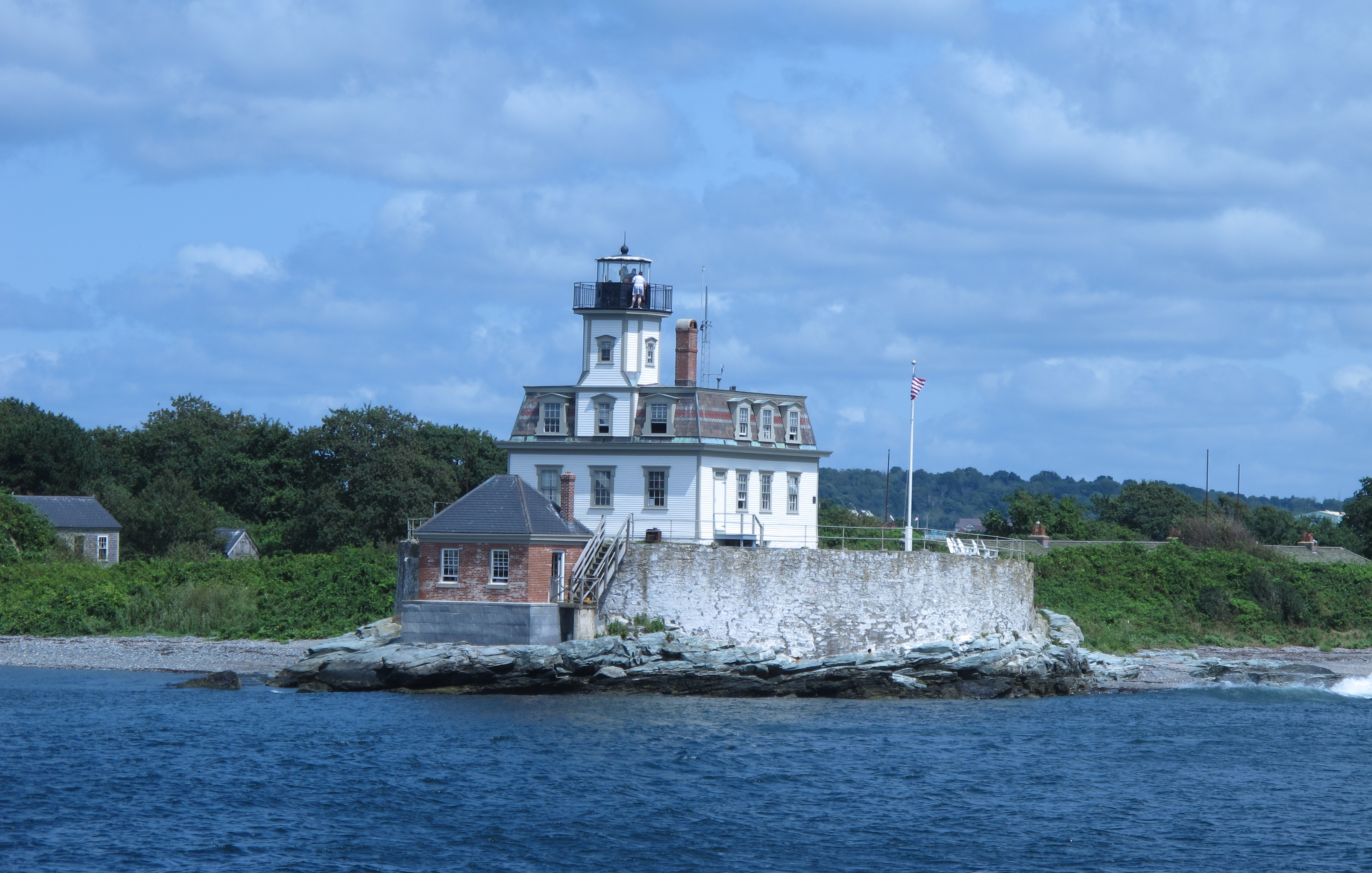
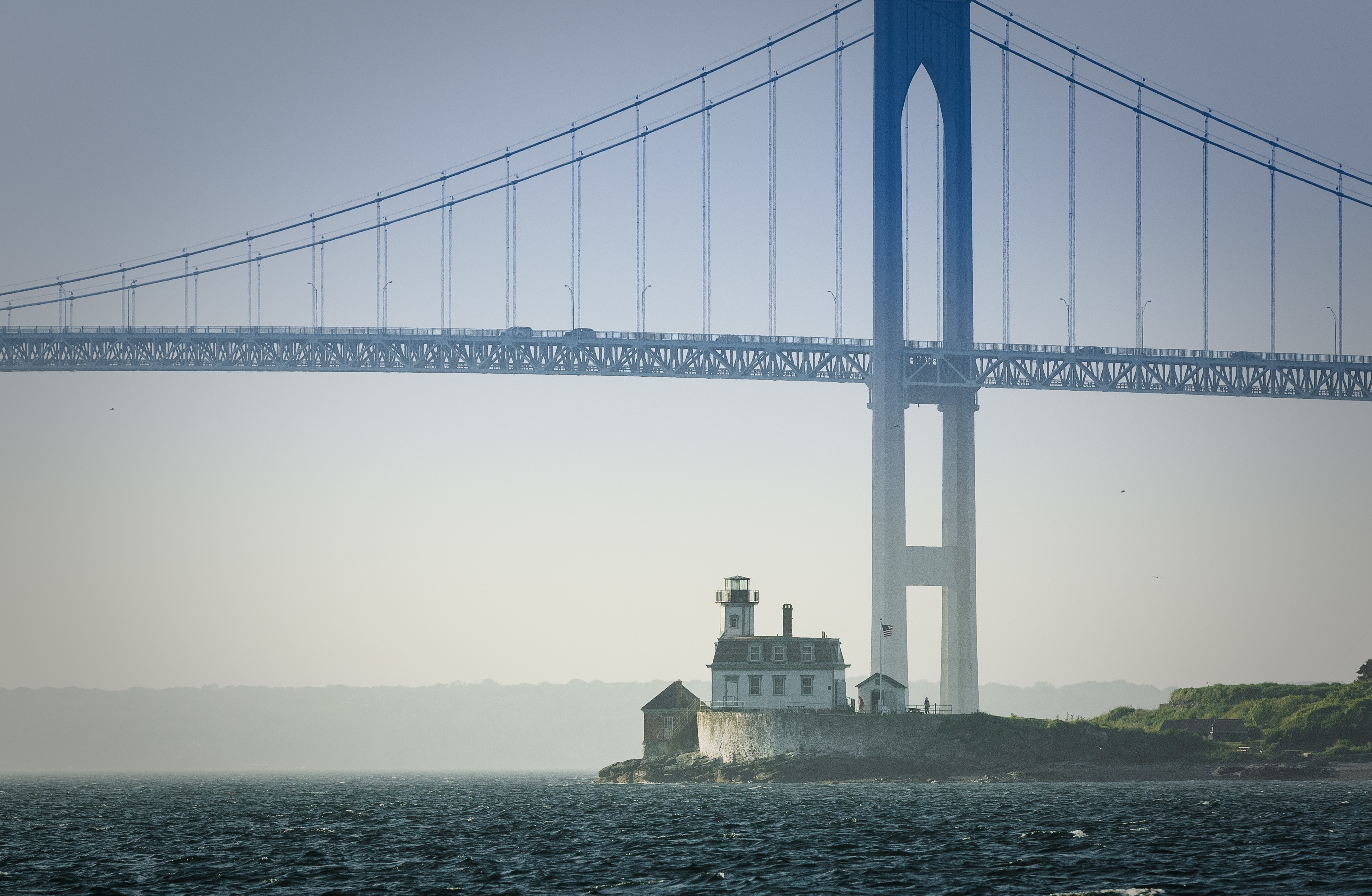